# Sant Fost de Campsentelles
Sant Fost de Campsentelles ist eine katalanische Stadt in der Provinz Barcelona im Nordosten Spaniens. Sie liegt in der Comarca Vallès Oriental.

## Lage
Sant Fost de Campsentelles liegt etwa 15 km nördlich von Barcelona.

## Politik
Die Kommunalwahl 2007 ergab folgende Sitzverteilung im Gemeinderat:
1. IUSF: 5 Sitze (Independents Units per Sant Fost, unabhängige Liste)
2. PSC-PM: 4 Sitze
3. GSF: 2 Sitze (Gent per Sant Fost, unabhängige Liste)
4. CiU: 1 Sitz
5. Esquerra-AM 1 Sitz

## Sehenswürdigkeiten

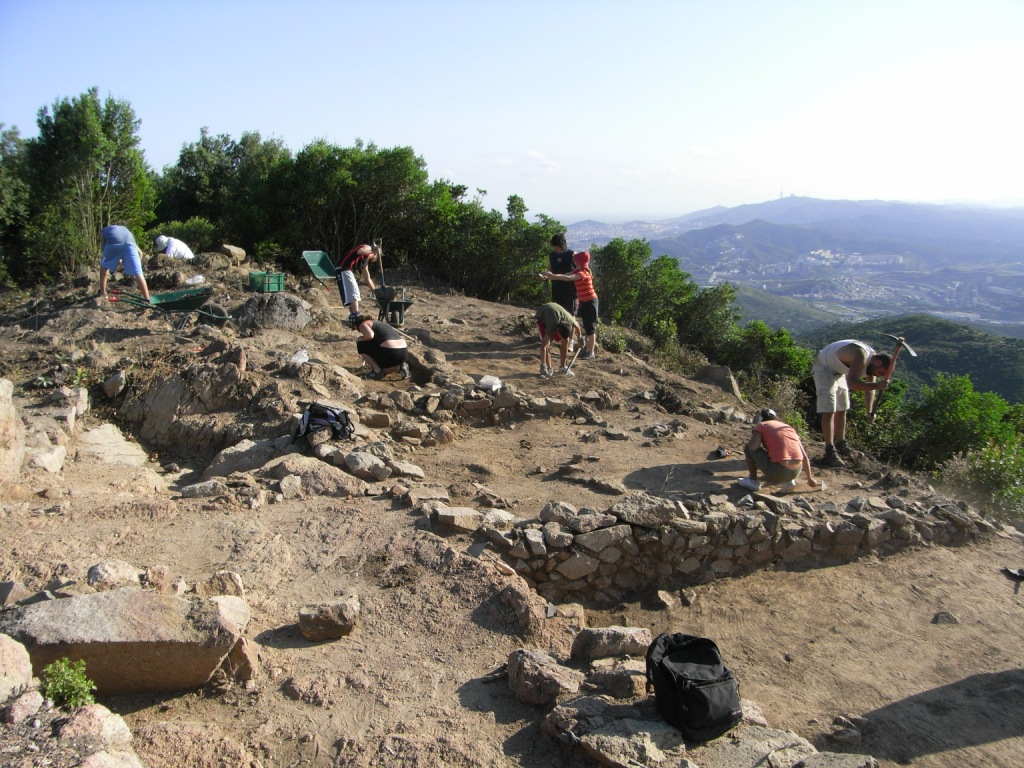
Iberische Siedlung Les Maleses

Auf dem 462 Meter hohen Bergrücken Les Maleses an der Gemarkungsgrenze zu Montcada i Reixac im Süden der Stadt befinden sich die Reste einer iberischen Siedlung. Dieser Punkt dominiert optisch die gesamte Region und bietet eine gute Sicht auf den Montseny und den Montserrat.

## Persönlichkeiten
- María Pérez Rabaza (* 2001), Fußballspielerin

## Städtepartnerschaft
- Somotillo im Departamento Chinandega (Nicaragua)